# Columbia Graphophone Company
Ne doit pas être confondu avec Columbia Records.
Columbia Graphophone Co. Ltd. est l'une des premières sociétés de gramophones au Royaume-Uni. Fondée en 1917 en tant qu'émanation de la Columbia Phonograph Company américaine, elle devient une société britannique indépendante en 1922 à la suite d'un rachat par la direction après la mise sous séquestre de la société mère.
En 1925, elle acquiert une participation majoritaire dans sa société mère américaine afin de tirer parti d'un nouveau procédé d'enregistrement électrique. L'entreprise britannique a également contrôlé les activités américaines de 1925 à 1931. Cette année-là, Columbia Graphophone au Royaume-Uni fusionne avec la Gramophone Company (qui vendait des disques sous le label La Voix de son maître) pour former EMI. Parallèlement, Columbia se sépare de sa branche américaine, qui sera finalement absorbée par Columbia Broadcasting System (CBS) en 1938.
Le label Columbia devient une marque britannique à succès dans les années 1950 et 1960, et est finalement remplacé par EMI Records, nouvellement créée, dans le cadre d'une consolidation des labels. Cette dernière a été absorbée par l'unité Parlophone de Warner Music Group en 2013.

## Histoire

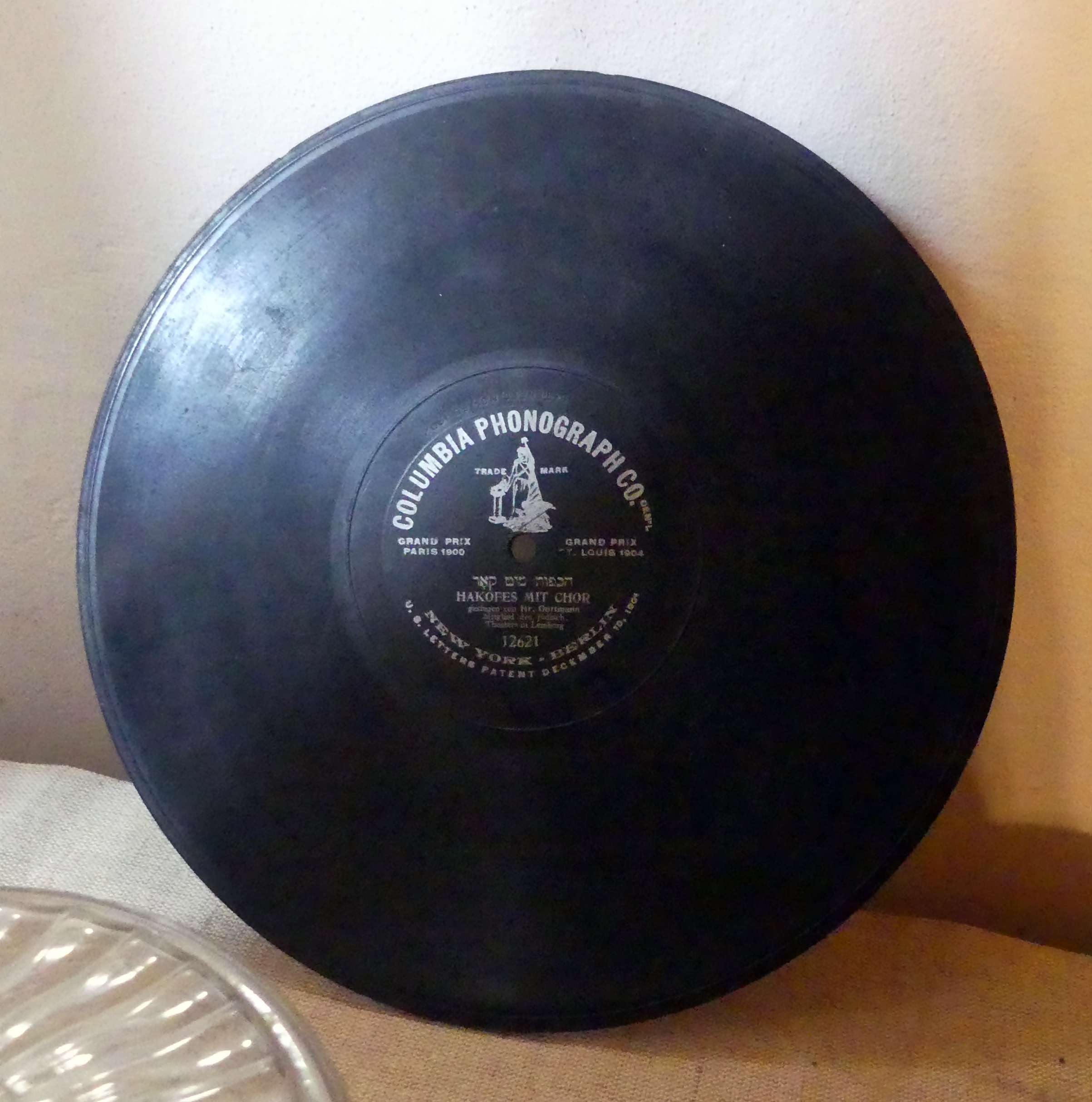
Disque gramophone avec le logo de la société.

La Columbia Phonograph Company est fondée aux États-Unis par Edward D. Easton en 1887, initialement en tant que distributeur disposant d'un monopole local sur la vente et le service des phonographes Edison et des cylindres phonographiques à Washington, D.C., dans le Maryland et dans le Delaware. Elle produit également ses propres enregistrements sur cylindres compatibles. Entre 1898 et 1922 environ, la société mère américaine gère une filiale britannique, la Columbia Graphophone Manufacturing Company. Son siège et ses studios sont installés dans des entrepôts Victor au 102-108 Clerkenwell Road peu avant la Première Guerre mondiale, et les bâtiments ont joué un rôle clé dans le développement de l'industrie du disque britannique jusque dans les années 1930. En 1917, la Columbia Graphophone Company est enregistrée en tant que société britannique, les actions étant détenues par la société américaine. Un ralentissement général du marché en 1921 affecte l'ensemble de l'industrie du divertissement. Les bénéfices se transforment en pertes et, fin 1922, les créanciers de la société mère américaine déposent une demande de mise en faillite involontaire : Columbia est mise sous séquestre. Cherchant à se procurer des liquidités, Columbia vend la succursale britannique en décembre 1922 à un groupe d'investisseurs dirigé par le directeur général de Columbia en Grande-Bretagne, l'Américain Louis Sterling (1879-1958),,,,.
Aux États-Unis, Columbia sort de son redressement judiciaire en février 1924 sous le nom de Columbia Phonograph Company Inc. mais doit immédiatement faire face à une nouvelle crise, l'essor des ventes de radios réduisant sa rentabilité, mais est immédiatement confrontée à une nouvelle crise, l'essor des ventes de radios ayant réduit la rentabilité de l'entreprise. La même année, Bell Labs-Western Electric met au point un nouveau système d'enregistrement électrique pour remplacer les anciennes méthodes d'enregistrement acoustique et offre des droits exclusifs à Victor, bien que la maladie de son président ait entraîné des retards. Louis Sterling, en tant que directeur général, avait redressé la situation de Columbia au Royaume-Uni et persuadé Western Electric que l'octroi d'un monopole serait une grave erreur. Columbia réalisait des enregistrements électriques d'essai depuis au moins août 1924 avec le système Western Electrical. Bien que la Columbia Phonograph Company de New York n'ait pas les moyens de payer les redevances, Sterling était en mesure de racheter les activités américaines et, en tant que société américaine, d'acheter la licence pour les nouveaux brevets de Western Electric. Satisfait des progrès des enregistrements d'essai, en mars 1925, Louis Sterling (avec le soutien de J. P. Morgan & Co.), acquiert une participation majoritaire dans la société mère, Columbia US, pour 2,5 millions de dollars (environ 500 000 livres sterling) afin de tirer parti des brevets de Western Electric. La société poursuit ses activités sous le nom de Columbia Graphophone Company dans de nombreux pays en tant que société britannique. Sterling, originaire de New York, devient président de la société américaine. 